# Tre Valli Varesine 1985
La Tre Valli Varesine 1985, sessantacinquesima edizione della corsa, si svolse l'11 agosto 1985 su un percorso di 245 km. La vittoria fu appannaggio dell'italiano Giovanni Mantovani, che completò il percorso in 5h52'00", precedendo i connazionali Giuseppe Saronni e Pierino Gavazzi.
Sul traguardo di Varese 79 ciclisti, sui 128 partiti da Angera, portarono a termine la competizione.

## Ordine d'arrivo (Top 10)
| Pos. | Corridore                  | Squadra                    | Tempo                      |
| ---- | -------------------------- | -------------------------- | -------------------------- |
| 1    | Giovanni Mantovani         | Supermercati Brianzoli     | 5h52'00"                   |
| 2    | Giuseppe Saronni           | Del Tongo-Colnago          | s.t.                       |
| 3    | Pierino Gavazzi            | Atala-Campagnolo           | s.t.                       |
| 4    | Acácio da Silva            | Malvor-Bottecchia          | s.t.                       |
| 5    | 22 ciclisti a s.t. ex æquo | 22 ciclisti a s.t. ex æquo | 22 ciclisti a s.t. ex æquo |